# El arpa de Dios
El arpa de Dios es un libro de Joseph Franklin Rutherford, presidente de la Watch Tower Bible and Tract Society of Pennsylvania entre 1917 y 1942, principal entidad jurídica de los testigos de Jehová. El libro fue escrito en 1921 y editado por la International Bible students Association.
Inicialmente se publicó en veintidós idiomas y con el tiempo tuvo una tirada de casi seis millones de ejemplares.[cita requerida]

## Contenido
El libro es un epítome de los siete tomos de Estudios de las escrituras, el último de los cuales (El misterio terminado) fue escrito por el propio Rutherford, mientras que los seis primeros fueron escritos por Charles Taze Russell, fundador de los testigos de Jehová.[cita requerida] Se trata de una serie de doctrinas fundamentales para los testigos de Jehová, basadas en interpretaciones personales de la Biblia.

## Estructura
El libro contiene preguntas para su estudio individual o grupal. Se divide en diez capítulos llamados «cuerdas» (aludiendo a las cuerdas de un arpa), cada una con un encabezamiento. Los distintos temas de cada cuerda son, respectivamente:
- La creación
- Manifestación de justicia
- La promesa abrahámica
- El nacimiento de Jesús
- El rescate
- La resurrección
- El misterio revelado
- La vuelta de nuestro señor
- La glorificación de la Iglesia
- La restauración

## Críticas
Este libro presenta múltiples principios doctrinales actualmente considerados errados por los mismos testigos de Jehová[cita requerida] Uno de los principales errores fue la afirmación de Rutherford de que en 1925 regresarían los patriarcas y se efectuaría la resurrección de los muertos. Claro a medida que la luz se hace más brillante se van haciendo cambios según el entendimiento bíblico. El Arpa de Dios, un libro pensado para ayudar a la gente a conocer las verdades bíblicas. Se distribuyeron casi 6 millones de ejemplares en 36 idiomas, y muchos aprendieron la verdad gracias a esta publicación. Y hace poco salió el manual de estudio Disfrute de la vida, que está siendo muy útil para dar cursos bíblicos. Durante los últimos días, Jehová ha utilizado a su organización para seguir dándonos alimento espiritual, que nos ayuda a continuar por el “Camino de la Santidad” (lea Isaías 48:17; 60:17
- Datos: Q11681321
- Multimedia: The Harp of God / Q11681321